# János Parti
János Parti, né le 24 octobre 1932 à Budapest (Hongrie) et mort le 6 mars 1999 à Budapest, est un céiste hongrois, champion olympique et champion du monde de sa discipline. En activité dans les années 1950 et 1960, il pratique la course en ligne.

## Palmarès

### Jeux olympiques
- Jeux olympiques de 1952 à Helsinki :
  -  Médaille d'argent en C-1 1 000 m.

- Jeux olympiques de 1956 à Melbourne :
  -  Médaille d'argent en C-1 10 000 m.

- Jeux olympiques de 1960 à Rome :
  -  Médaille d'or en C-1 1 000 m.

### Championnats du monde
- Championnats du monde de course en ligne de canoë-kayak de 1954 à Mâcon :
  -  Médaille d'or en C-1 1 000 m